# Lali González
Graciela Belén González Mendoza (Asunción, 27 de diciembre de 1986), conocida artísticamente como Lali González; es una actriz de cine, teatro y televisión, y abogada paraguaya. Saltó a la fama tras interpretar al personaje de Liz en la película paraguaya 7 cajas. y también participó en la Teleserie Caín, Niñera de adultos, El regreso de las sombras, Marilina, Solo por unos días. 
Lali se destaca principalmente por sus actuaciones en producciones de Paraguay, Argentina y Colombia. Es una de las primeras actrices paraguayas en participar en un rol coprotagónico con un acento extranjero a su acento nativo, en la película argentina El jugador, con la que se convirtió en la primera actriz paraguaya en aparecer en la plataforma de videodemanda Netflix.
Es conocida en la televisión argentina por su papel en la telenovela La 1-5/18 (2021-2022) de Canal 13, por el cual estuvo nominada a los Premios Martín Fierro en 2022 como mejor actriz protagónica de ficción. En 2023, fue conductora del programa ¿De qué signo sos?, por el mismo canal. Ese mismo año participó del programa argentino Bailando 2023.

## Inicios
Lali tiene formación esencialmente teatral. Tomó clases de actuación y se graduó en la Escuela de Teatro "El Estudio" en el año 2010. En ese mismo año también se graduó como abogada en la Facultad de Derecho de la Universidad Católica de Asunción.

## Carrera

### Televisión
Su primera aparición en pantalla fue en el año 2010, protagonizando el segundo capítulo de la serie televisiva paraguaya "La Herencia de Caín", dirigida por el paraguayo Agustín Núñez.

### Cine
En 2010 inició su trabajo interpretando al personaje Liz en la película paraguaya 7 Cajas, producción nominada en la XXVII Edición de los Premios Goya en la categoría Mejor Película Extranjera de Habla Hispana, y participante en más de 25 festivales internacionales y estrenada en diversos países del mundo.
Desde el año 2012, Lali no ha parado de trabajar en la pantalla grande. En ese año, interpretó el papel de Irma en la película paraguayo-argentina Lectura según Justino, dirigida por el paraguayo Arnaldo André, y compartió así pantalla con los reconocidos actores argentinos Julieta Cardinali y Mike Amigorena.
Incursionó en el cine latinoamericano tras ser convocada para trabajar en Argentina, Colombia, Brasil y Honduras. En 2013 trabajó con el director argentino Daniel Gagliano en la película El hijo buscado, junto al reconocido actor Rafael Ferro. En noviembre del mismo año formó parte del elenco de la película colombiana Estrategia de una venganza del director Carlos Varela.
En 2014 fue invitada a formar parte del elenco de la película paraguaya Luna de cigarras, bajo la dirección de Jorge Díaz de Bedoya. También actuó en Mangoré, por amor al arte, producción paraguaya bajo la dirección del chileno Luis Vera, junto al reconocido actor mexicano Damián Alcázar como protagonista. 
En octubre de 2014, Lali fue jurado para la categoría "Largometraje de ficción" del Primer Festival de Cine de las Tres Fronteras en Misiones, Argentina, representando a Paraguay.
En el año 2015 fue convocada para formar parte de la película hondureña Un lugar en el Caribe, del director Juan Carlos Fanconi, junto con los destacados actores Gastón Pauls, Gabriela de la Garza, José Zúñiga y Rodrigo Guirao Díaz.
Entre sus trabajos incluye la producción argentina El jugador, protagonizada junto a los renombrados actores argentinos Pablo Rago y Alejandro Awada. Con esta película, Lali se convirtió en la primera actriz paraguaya en aparecer en el catálogo de la plataforma Netflix, en julio de 2018. Interpretar a un personaje con acento porteño como el del papel de Paulina, fue para Lali "uno de los desafíos más difíciles" de su carrera, lo que le valió críticas favorables de la prensa argentina.
Actuó además en la película paraguaya La redención (2018), del cineasta paraguayo Herib Godoy. En esta "road movie" combinada con escenas bélicas de la Guerra del Chaco, Lali interpreta a Marlene, una joven que acompaña a su abuelo a descubrir historias de las batallas en las que participó.
Lali también actuó en la película argentino-paraguaya Gracias Gauchito (2018), del director argentino Cristian Jure, y en el filme argentino Los que vuelven, bajo la dirección de Laura Casabé. 

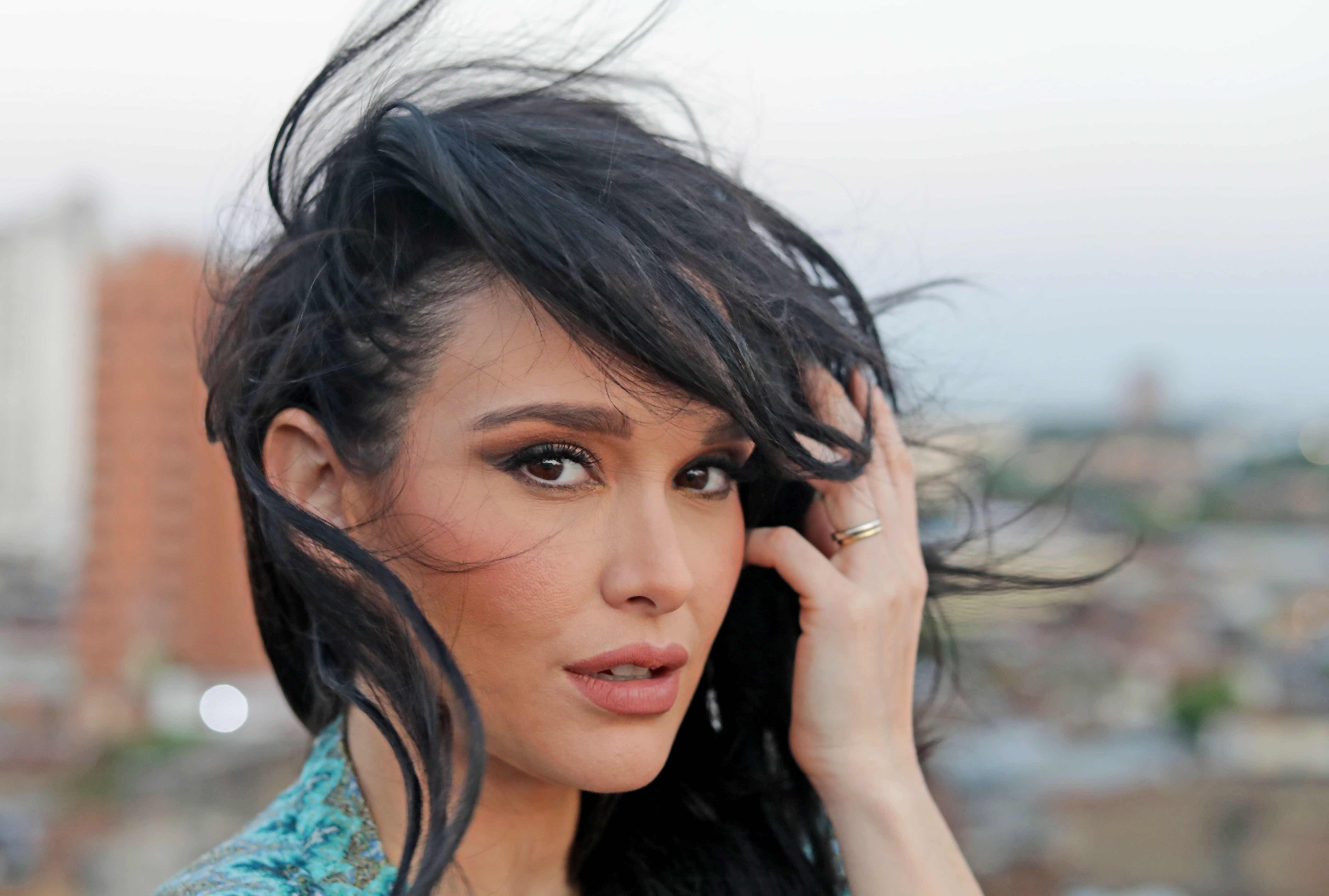
Lali González en 2018.

### Teatro
En el ámbito teatral se destaca su participación no sólo como actriz, sino también como productora, en exitosas obras como Recién casados (2013), tres ediciones de Rostros sagrados (2013-2014 y 2016), y Verídicas (2017), una obra que nació tras una serie de videos hechos por la actriz en formato para internet Lali también conformó el elenco paraguayo de la conocida obra internacional Toc Toc, estrenada en Paraguay en 2014.

## Vida privada
Lali está casada desde 2016 con el productor musical paraguayo Walter Riveros. La pareja tuvo a su primera hija, Rafaela, en 2019.

## Filmografía

### Cine
| Año  | Título                                     | Título                     | Personaje       | Director                              | Notas                                      |
| ---- | ------------------------------------------ | -------------------------- | --------------- | ------------------------------------- | ------------------------------------------ |
| 2012 | Bandera de Paraguay                        | 7 cajas                    | Liz             | Juan Carlos Maneglia y Tana Schémbori | Nominada Premios Goya                      |
| 2013 | Bandera de Paraguay · Bandera de Argentina | Lectura según Justino      | Irma            | Arnaldo André                         | Preselección Premios Platino               |
| 2013 | Bandera de Argentina                       | El hijo buscado            | Cristina        | Daniel Gagliano                       |                                            |
| 2014 | Bandera de Paraguay                        | Luna de cigarras           | Mabel           | Jorge Díaz de Bedoya                  |                                            |
| 2015 | Bandera de Paraguay · Bandera de Argentina | Mangoré, por amor al arte  | Isabel Villalba | Luis R. Vera                          |                                            |
| 2016 | Bandera de Colombia                        | Estrategia de una venganza | La Pequeña La   | Carlos Varela                         |                                            |
| 2016 | Bandera de Argentina                       | El jugador                 | Paulina Palma   | Dan Gueller                           | Disponible en Netflix para Latinoamérica   |
| 2017 | Bandera de Honduras                        | Un lugar en el Caribe      | Sofía           | Juan Carlos Fanconi                   |                                            |
| 2018 | Bandera de Paraguay                        | La Redención               | Marlene         | Hérib Godoy                           | Rodaje en Coronel Oviedo y Chaco paraguayo |
| 2018 | Bandera de Argentina · Bandera de Paraguay | Gracias Gauchito           | Dolores         | Cristian Jure                         |                                            |
| 2019 | Bandera de Argentina                       | Los que vuelven            | Kerana          | Laura Casabé                          |                                            |
| 2021 | Bandera de Paraguay                        | Charlotte                  | Ana             | Simón Franco                          |                                            |
| 2022 | Bandera de Paraguay                        | Pedro Undercover           | Coral Gabaglio  | Robert Rodríguez                      |                                            |
| 2023 | Bandera de Paraguay                        | Leal 2, Comando Yaguareté  | Graciela Agüero | Armando Aquino                        |                                            |
| 2024 | Bandera de Argentina                       | Descansar en paz           | Ilu             | Sebastián Borensztein                 |                                            |

### Televisión
| Año       | Título               | Título                 | Personaje      | Canal      |
| --------- | -------------------- | ---------------------- | -------------- | ---------- |
| 2016      | Bandera de Paraguay  | Escape perfecto        | Conductora     | Telefuturo |
| 2017      | Bandera de Paraguay  | Mucho gusto            | Conductora     | Trece      |
| 2021-2022 | Bandera de Argentina | La 1-5/18              | Rita           | Canal 13   |
| 2022      | Bandera de Paraguay  | Rojo Paraguay          | Jurado         | Telefuturo |
| 2023      | Bandera de Argentina | ¿De qué signo sos?     | Conductora     | Canal 13   |
| 2023-2024 | Bandera de Argentina | Bailando 2023          | 14.a eliminada | América TV |
| 2024      | Bandera de Paraguay  | Baila Conmigo Paraguay | Jurado         | Telefuturo |

### Teatro
| Año       | Obra                                                      |
| --------- | --------------------------------------------------------- |
| 2007 2008 | Justo Balbuena juez                                       |
| 2008      | Entre los infinitos puntos de un segmento                 |
| 2009      | Ladrillos                                                 |
| 2010      | La llaga                                                  |
| 2011      | El solterón                                               |
| 2011      | La parada de Nelson Silva (Nelson de Santaní)             |
| 2012      | La única rubia soy yo de Nelson Silva (Nelson de Santaní) |
| 2013      | La joda es bella                                          |
| 2013      | Recién casados de Hugo Luis Robles                        |
| 2013      | Rostros sagrados                                          |
| 2014      | Rostros sagrados, festival de maldad                      |
| 2014      | Toc Toc de Pablo Ardissone                                |
| 2015      | Las viudas de Hugo Luis Robles                            |
| 2016      | Miss rostros sagrados                                     |
| 2017      | Verídicas                                                 |
| 2019      | Pase lo que pase                                          |
| 2023      | Las cosas maravillosas                                    |

### Otros trabajos
| Año  | Título                          | Rol                    | Notas                                   |
| ---- | ------------------------------- | ---------------------- | --------------------------------------- |
| 2010 | Hoy no puedo, tengo un entierro | Personaje secundario   | Cortometraje dirigido por Agustín Núñez |
| 2010 | La herencia de Caín             | Personaje principal    | Unitario de TV de Agustín Núñez         |
| 2014 | Talento de Barrio, El concierto | Asistente de dirección | DVD en vivo                             |
| 2018 | Si tú quieres                   | Guionista y directora  | Videoclip de Acho Laterza               |

### Standup
| Año  | Título                 |
| ---- | ---------------------- |
| 2018 | Primeriza              |
| 2020 | Una mami en cuarentena |
| 2021 | She's Lali             |

## Reconocimientos
| Año  | Organización                          | Distinción                                                       |
| ---- | ------------------------------------- | ---------------------------------------------------------------- |
| 2022 | Premios Héroes                        | Héroe Civil: Mujer paraguaya destacada en Argentina              |
| 2022 | Premios Paraná                        | Mención de honor: Carrera artística                              |
| 2022 | Congreso de la República del Paraguay | Reconocimiento por la Cámara de Senadores de la Nación paraguaya |

## Nominaciones y Premios
| Año  | Premiación            | Categoría                            | Nominado por | Resultado |
| ---- | --------------------- | ------------------------------------ | ------------ | --------- |
| 2021 | Premios Edda          | Mejor Show de Stand Up Virtual       | She's Lali   | Ganadora  |
| 2022 | Premios Martín Fierro | Mejor actriz protagonista de ficción | La 1-5/18    | Nominada  |